# Sand (Baixo Reno)
Sand é uma comuna francesa na região administrativa de Grande Leste, no departamento Baixo Reno. Estende-se por uma área de 6,36 km². Em 2010 a comuna tinha 1 340 habitantes (densidade: 210,7 hab./km²).